# Fregata typu 053H1G
Fregata typu 053H1G (v kódu NATO: Jianghu V) je třída fregat Námořnictva Čínské lidové osvobozenecké armády. Jedná se o šestici zastaralých fregat, postavených na základě modifikovaného typu 053H1 pro zaplnění mezery ve výzbroji jednoho z čínských loďstev. Všechny jsou stále v aktivní službě. V posledních letech probíhá jejich dílčí modernizace, zejména vybavení novými kanóny a protilodními střelami YJ-83 (modernizace trupů 560, 563 byla dokončena v roce 2008).

## Stavba
Celkem bylo postaveno šest fregat této třídy. Fregaty C'-kung (558) a Fo-šan (559) byly postaveny v čínské loděnici Huangpu v Kantonu a zbývající čtyři v čínské loděnici Hudong v Šanghaji. Byly dokončeny v letech 1993–1995.
Jednotky typu 053H1G:
| Jméno            | Spuštění          | Vstup do služby | Status                               |
| ---------------- | ----------------- | --------------- | ------------------------------------ |
| Pej-chaj (558)   | 20. ledna 1993    | květen 1993     | Původní název jako C'-kung, aktivní. |
| Fo-šan (559)     | 29. prosince 1993 | červen 1994     | Aktivní.                             |
| Tung-kuan (560)  | březen 1993       | říjen 1993      | Vyřazen 2019.                        |
| Šan-tchou (561)  |                   | říjen 1993      | Vyřazen 2019.                        |
| Ťiang-men (562)  |                   | 1995            | Vyřazen.                             |
| Čao-čching (563) |                   | 1995            | Aktivní.                             |

## Konstrukce
Už v době stavby se jednalo o jednoznačně zastaralá plavidla. Hlavňovou výzbroj lodí tvoří čtyři 100mm kanóny typu 79 v dvoudělových věžích na přídi a na zádi (při modernizacích je nahrazuje stejný počet typu PJ-33A), které doplňují čtyři dvojité 37mm protiletadlové kanóny typu 76A. Dvě jejich postavení jsou po stranách můstku a dvě na zádi. Ve středu se nacházejí dva otočné dvojité kontejnery protilodních střel SY-1 (kopie sovětských střel P-15 Termit). Při modernizacích je nahrazují dva čtyřnásobné kontejnery nových protipodních střel YJ-83. Pro ničení ponorek fregaty nesou dva 240mm raketové vrhače hlubinných pum typu 87, čtyři klasické vrhače a dvě skluzavky pro hlubinné pumy. Pohonný systém tvoří dva diesely 12E390VA, pohánějící dva lodní šrouby. Nejvyšší rychlost je 25,6 uzlu.

## Operační služba
Dne 11. července 2012 najela fregata Tung-kuan na podmořský útes Half Moon Shoal poblíž ostrova Palawan, nacházejícího se hluboko uvnitř fipilínského výlučného námořního ekonomického pásma. Po čtyřech dnech na útesu se posádce podařilo plavidlo vlastními silami uvolnit. K incidentu došlo v rámci sporu, který ČLR vede o oblast Spratlyovy ostrovy.